# 聖安妮 (伊利諾伊州)
聖安妮（英語：St. Anne）是位於美國伊利諾伊州坎卡基縣的一個村落。

## 地理
聖安妮的座標為41°01′24″N 87°43′01″W / 41.02333°N 87.71694°W，而該地最高點為海拔高度202米（即663英尺）。

## 人口
根據2010年美國人口普查的數據，聖安妮的面積為2.09平方千米，當中陸地面積為2.03平方千米，而水域面積為0.06平方千米。當地共有人口1257人，而人口密度為每平方千米601人。